# North Face - Una storia vera
North Face - Una storia vera (Nordwand) è un film del 2008 diretto da Philipp Stölzl, coproduzione tra Germania, Svizzera e Austria basata su una storia vera.

## Trama
Alpi Bernesi, estate del 1936. Toni Kurz e Andreas Hinterstoisser sono fermamente decisi a scalare la parete nord dell'Eiger, ancora inviolata dopo il primo tentativo fallito l'anno precedente. Se vi riuscissero i due uomini non sarebbero solo osannati come eroi del Terzo Reich, ma guadagnerebbero anche una medaglia d'oro. Le loro gesta vengono osservate da un gruppo di giornalisti che comprende anche Luise, l'ex fidanzata di Toni, giunta sul posto con Arau, un suo collega fedele nazionalsocialista. Quando Toni ed Andi, con l'aiuto di due alpinisti austriaci - Edi Rainer e Willy Angerer - sembrano sul punto di guadagnare la cima, la montagna e le forze della natura trasformeranno in tragedia la loro scalata verso la gloria, in un crescendo di difficoltà e di sfide date dagli elementi della natura.

## Soggetto
La storia della sfida alpinistica sulla parete nord dell'Eiger è raccontata nel libro Ragno bianco da Heinrich Harrer, alpinista austriaco membro della prima cordata che scalò la parete nord arrivando in vetta il 24 luglio 1938.